# Yes! Pretty Cure 5 GoGo!
Yes! Pretty Cure 5 GoGo! (Ｙｅｓ！プリキュア５ ＧｏＧｏ！?, Yes! Purikyua 5 GoGo!, Yes! Precure 5 GoGo!) è la quinta serie anime del franchise di Pretty Cure, sequel della precedente, creata da Izumi Tōdō e prodotta dalla Toei Animation. Trasmessa in Giappone su TV Asahi dal 3 febbraio 2008 al 25 gennaio 2009, in Italia la serie è stata acquistata dalla Rai, che l'ha mandata in onda su Rai 2 dal 13 novembre 2010 al 15 maggio 2011.
Yes! Pretty Cure 5 GoGo! è preceduta da Yes! Pretty Cure 5 e seguita da Fresh Pretty Cure!.

## Trama
Eternal, un'organizzazione che ruba tesori ai mondi, vuole entrare nel Giardino delle Cure Rose e per farlo ha bisogno dello Scrigno della Rosa e dei quattro sovrani, le cui corone, unite a quella del Regno di Palmier, sono indispensabili per far apparire il portale d'ingresso. Dato che lo Scrigno dal valore inestimabile è disperso, Eternal attacca il Regno di Palmier, dove sono riuniti i quattro sovrani, che però riescono a scappare. Nel frattempo Flora, custode del Giardino, contatta le Leggendarie Guerriere e affida loro lo Scrigno della Rosa. Per proteggerlo e impedire che venga rubato, Nozomi e le altre si trasformano così nuovamente nelle Pretty Cure; inoltre, dovranno trovare i quattro sovrani che si sono nascosti sulla Terra sotto forma di Palmin. Contro la minaccia di Eternal si schiera, al fianco delle cinque Pretty Cure, una nuova misteriosa guerriera, Kurumi Mimino / Milky Rose.

## Personaggi
Oltre a quelli della serie precedente, in Yes! 5 GoGo! si aggiungono nuovi personaggi.

### Pretty Cure
Kurumi Mimino (美々野 くるみ?, Mimino Kurumi) / Milky Rose (ミルキィローズ?, Mirukī Rōzu)
Doppiata da: Eri Sendai (ed. giapponese), Valentina Mari (ed. italiana)
Ha 14 anni e frequenta la seconda media a L'Ecole Cinq Lumière. Appena trasferitasi, vive alla Natts House. È la forma umana di Milk, anche se all'inizio lo nasconde alle Pretty Cure e tiene un comportamento molto calmo per mascherare la sua vera personalità; non può tuttavia restare in questa forma a lungo perché richiede troppe energie. È brava a cucinare, a recitare e a giocare a basket; inoltre, è ferrata in letteratura. Ha ottenuto il potere della Rosa Blu cogliendo quella che stava coltivando, l'unico esemplare esistente in natura, sbocciata da un seme liberato dallo Scrigno della Rosa. Si trasforma in Milky Rose, la Guerriera della Rosa Blu.

### Eternal
Direttore (館長?, Kanchō)
Doppiato da: Shigeru Chiba (ed. giapponese), Stefano De Sando (ed. italiana)
È il capo di Eternal, ha il volto coperto da una maschera di ferro e si muove stando seduto su una sedia che fluttua. Il suo intento nel guidare l'organizzazione sta nel rubare quanti più tesori possibili ai mondi per poterli esporre nelle teche del suo palazzo e dare così loro il giusto valore. Innamorato di Flora fino all'ossessione, desidera entrare nel Giardino delle Cure Rose per conquistarlo e aggiungere la donna alla collezione di Eternal per impedirle così di far scomparire la sua bellezza. Odia l'ignoranza e non ammette sbagli nell'operato dei suoi dipendenti. Dopo averle incontrate, ammette che le Pretty Cure sono delle valorose guerriere, tanto che riesce a farle aggiungere temporaneamente tra i suoi tesori. Pensa che le cose inutili e insignificanti non meritino di esistere, capendo troppo tardi che il banale gesto racchiuso in una lettera di Flora rappresentava la vita. Ha enormi ali nere, che diventano viola e grigie quando rivela il suo vero aspetto. Viene sconfitto dall'unione dei poteri del Cure Fleur e del Milky Mirror, segnando la fine di Eternal che vede i tesori precedentemente rubati fare ritorno ai loro luoghi di appartenenza.
Anacondy (アナコンディ?, Anakondi)
Doppiata da: Kaori Yamagata (ed. giapponese), Paola Giannetti (ed. italiana)
È l'assistente del Direttore e si occupa di controllare gli oggetti rubati per l'organizzazione. Donna all'apparenza calma, comanda gli altri agenti, i quali devono fare rapporto a lei con documenti e fascicoli riguardanti ciò che rubano. È segretamente innamorata del Direttore, anche se quest'ultimo non la considera nemmeno, e vuole uccidere Flora per gelosia. Può scatenare fulmini e lampi di luce, e nella sua forma mostruosa, in cui è simile ad una gorgone, riesce a pietrificare qualunque cosa con lo sguardo, seppur questo alla lunga le costi fatica. Non va molto d'accordo con Shibiretta, che in passato ha ricoperto un ruolo importante ad Eternal. Per avergli tenuta nascosta una lettera di Flora ed essersi opposta a lui, viene uccisa dal Direttore.
Scorpion (スコルプ?, Sukorupu, Scorp)
Doppiato da: Takehito Koyasu (ed. giapponese), Roberto Draghetti (ed. italiana)
È un uomo serio e poco flessibile perché troppo fedele alla disciplina e alla missione dell'organizzazione. Tende ad arrabbiarsi facilmente con irascibilità a chi si oppone a lui. Conosce molto bene Syrup e il suo passato e per combattere si trasforma in uno scorpione. Nonostante all'inizio non siano in buoni rapporti, diventa gradualmente amico di Bunbee. Viene sconfitto da Milky Rose.
Nebatakos (ネバタコス?, Nebatakosu)
Doppiato da: Bin Shimada (ed. giapponese), Paolo Marchese (ed. italiana)
È un uomo arrogante e pigro, e non perde occasione per farsi servire da Bunbee. È un fan delle canzoni di Urara, sebbene sia una sua avversaria. È in grado di trasformarsi in un polpo e sputa inchiostro. Non ama molto le regole e questo lo fa spesso scontrare con Anacondy. Viene destituito da Eternal per aver portato, seppur senza volerlo, le Pretty Cure nel loro territorio, le quali lo eliminano potenziate dal Cure Fleur.
Shibiretta (シビレッタ?, Shibiretta)
Doppiata da: Reiko Suzuki (ed. giapponese), Anna Teresa Eugeni (ed. italiana)
È un'anziana signora con un cappello a forma di fungo, capace di manipolare le fiabe e portare i suoi avversari all'interno delle storie, dove può trovare materiale adatto per creare mostri con cui attaccare. Scrive fiabe con l'intento di attirare l'interesse del Direttore e non le piace Anacondy, che giudica inadatta a ricoprire il ruolo che ha. In passato ha rivestito una carica importante ad Eternal. Possiede un bastone da passeggio magico con il quale compie incantesimi. Viene licenziata da Eternal e poi sconfitta dalle Pretty Cure potenziate dal Cure Fleur.
Isogin (イソーギン?, Isōgin) & Yadokan (ヤドカーン?, Yadokān)
Doppiati da: Chō e Kenji Nomura (ed. giapponese), Sergio Lucchetti e Pierluigi Astore (ed. italiana)
Sono due uomini di mezza età, considerati cacciatori esperti di tesori. Isogin è alto e magro, mentre Yadokan è basso e grasso. Le frasi che pronunciano sono molto brevi; Isogin ripete quello che dice il compagno, mentre Yadokan è molto veloce nonostante la mole. Hanno un ottimo sincronismo sia in attacco che in difesa e possono fondersi in un essere con le zampe di granchio in grado di respirare sott'acqua; inoltre, possono creare esplosioni sparando raggi laser dagli occhi. Vengono annientati dalla combinazione dei poteri della Rosa Blu di Milky Rose e della Rosa Rossa di Cure Dream.
Mucardia (ムカーディア?, Mukādia)
Doppiato da: Ryōtarō Okiayu (ed. giapponese), Emiliano Coltorti (ed. italiana)
È un ragazzo di bell'aspetto, in cui Anacondy ripone fiducia, che si comporta come un gentiluomo, tratta le donne delicatamente e si complimenta con gli altri. Tuttavia, quando svolge i suoi doveri, muta in una persona fredda dall'atteggiamento disdicevole. Sotto il nome Kyosuke Momoi (百井 京介?, Momoi Kyōsuke), usa il suo fascino per avvicinarsi alle Pretty Cure e scoprire qualcosa di più su di loro. Molto bravo a giocare a tennis, finge di essere un illusionista. Siede spesso su un trono sospeso in aria e resta sempre dietro le quinte senza mostrarsi agli avversari, che combattono contro i suoi Hoshiina. Per colpa di Bunbee, la sua doppia identità viene svelata alle Pretty Cure, che rimangono sconvolte. La sua forma da mostro è quella di scarafaggio. Scopre importanti documenti su Syrup e, con lo scopo di scavalcare Anacondy per essere lui il numero due di Eternal, si presenta al ragazzo e lo costringe a ricordare cosa nasconde il suo passato, che poi lui riferirà al Direttore che n'è all'oscuro. Anacondy, tuttavia, aiuta indirettamente alla sua sconfitta; in realtà è sopravvissuto, ma, dopo avergli comunicato della lettera di Flora che Anacondy gli ha tenuto nascosta, viene ucciso dal Direttore.
Shishiki (シシキ?, Shishiki)
Doppiato da: Kiyoyuki Yanada (ed. giapponese)
Compare solo nel videogioco. È un uomo di mezza età, dall'atteggiamento oltraggioso. Non è visto di buon occhio da Scorpion e Bunbee e la sua vera forma è quella di un granchio verde. Viene sconfitto dalle Pretty Cure.
Hoshiina (ホシイナー?, Hoshiinā)
Doppiato da: Shinya Fukumatsu (ed. giapponese), Massimiliano Plinio (ed. italiana)
È un'entità maligna che può unirsi agli oggetti, utilizzata dagli agenti di Eternal. È usato per distrarre e mettere in difficoltà gli avversari e viene creato tramite una sfera gialla con gli occhi.

### Giardino delle Cure Rose
Syrup (シロップ?, Shiroppu) / Shiro Amai (甘井 シロー?, Amai Shirō)
Doppiato da: Romi Park (ed. giapponese), Gabriele Patriarca (ed. italiana)
È una creatura simile a un pinguino arancione in grado di diventare gigante e volare. Agile, all'apparenza scontroso e scettico ma in realtà premuroso, non ricorda del tutto il suo passato. Si dichiara il miglior postino esistente e il suo lavoro consiste nel consegnare lettere da un mondo all'altro, e per questo si avvale dell'aiuto di Mailpo, una cassetta della posta che si occupa di raccoglierla. Può andare in qualunque posto, tranne al Giardino delle Cure Rose, e per questo si unisce alle Pretty Cure per cercare i sovrani e raggiungere Flora. Desidera entrare nel Giardino delle Cure Rose, al quale sono legati i suoi ricordi, ma finora non c'è mai riuscito; a tale scopo, ha lavorato per un breve periodo all'Eternal, che tenta in ogni caso di indurlo a tornare da loro in cambio di informazioni, rivelatesi sporchi inganni che si pente di aver avallato. Ha vissuto per un breve periodo nel Regno di Palmier, ma poi se n'è andato perché, essendo l'unico in grado di volare tra gli abitanti, si sentiva a disagio. Non sopporta Coco perché lui gli aveva promesso che avrebbe trovato il Giardino, ma non c'è riuscito e di conseguenza Syrup si è sentito tradito; i due fanno però pace. Riacquistata la memoria, ricorda di essere stato cresciuto da Flora nel Giardino. Può trasformarsi in un ragazzo e il suo nome umano gli è stato dato da Karen. In tali vesti, aiuta la cuoca Otaka alla mensa della scuola per poter così mangiare tutti i dolci che vuole; inoltre sviluppa un legame speciale con Urara e teme che le amiche possano trascurarla. Prima di trasferirsi alla Natts House, viveva nella torre dell'orologio della città. Ama i pancake e finisce le frasi con l'intercalare "rup" (「ロプ」?, "ropu").
Mailpo (メルポ?, Merupo)
Doppiato da: Wasabi Mizuta (ed. giapponese), ? (ed. italiana)
È una cassetta postale animata che lavora con Syrup, l'unico che lo comprende visto che la sola cosa che riesce a dire è "mee" (「メー」?, "mē"). In seguito si scopre essere una rosa del Giardino delle Cure Rose, piantata quando Syrup era piccolo che ha assunto l'aspetto di cassetta postale per stare vicino a lui che fa il postino.
Flora (フローラ?, Furōra)
Doppiata da: Yūko Minaguchi (ed. giapponese), Daniela Calò (ed. italiana)
È la custode dell'isolato Giardino delle Cure Rose. Gentile, paziente e dotata di straordinaria bellezza, è destinata a scomparire perché il suo potere si sta affievolendo e ha scelto le Pretty Cure per difenderla e custodire lo Scrigno della Rosa invece del Direttore perché lui desidera soltanto aggiungere lei alla sua collezione di tesori e dominare il Giardino della vita senza prendersene cura. Ha allevato Syrup fin da neonato, ma lui non lo ricorda. Una volta che Eternal cessa di esistere e il Giardino delle Cure Rose viene restaurato, compie il suo destino dissolvendosi e rinascendo come seme di Cure Rose; prima però, affida la custodia del Giardino a Cure Dream, la quale accetta l'incarico e decide di aprire le porte a tutti.

### Sovrani dei Quattro Regni
Le Pretty Cure hanno bisogno dei sovrani dei Quattro Regni confinanti con Palmier per poter materializzare la porta che conduce al Giardino delle Cure Rose. A seguito dell'attacco di Eternal, i sovrani si sono nascosti sotto forma di esserini chiamati Palmin, e solo Coco e Nuts li possono percepire per ritrovarli. Il loro aspetto è ispirato ai quattro animali leggendari della mitologia cinese.
Re Donuts (ドーナツ国王?, Dōnatsu Kokuō)
Doppiato da: Yasunori Matsumoto (ed. giapponese), Mino Caprio (ed. italiana)
È una creatura simile a un drago blu e bianco. Burbero e ostinato, è il sovrano del Regno di Donuts, il principato a est di Palmier. Apprezza le persone che lavorano duramente per gli altri e inizialmente non considera Coco e Nuts degni di salire al trono del Regno di Palmier, ma poi si ricrede. È in grado di creare delle sfere luminose per attaccare il nemico. Viene rintracciato da Cure Lemonade e, una volta recuperate le forze, annuncia il rientro al suo regno. Finisce le frasi con l'intercalare "dona" (「ドナ」?, "dona").
Regina Bavarois (ババロア女王?, Babaroa Joō)
Doppiata da: Mari Adachi (ed. giapponese), Aurora Cancian (ed. italiana)
È una creatura simile a un uccello rosso e rosa. Socievole e loquace, tanto da sfinire gli altri interlocutori con la sua parlantina, è la sovrana del Regno di Bavarois, il principato a sud di Palmier. La sua natura chiacchierona a volte mette nei guai gli altri. Permette alle Pretty Cure di comunicare con il Cure Mo tra loro. Viene rintracciata da Cure Rouge e, una volta recuperate le forze, annuncia il rientro al suo regno. Finisce le frasi con l'intercalare "roro" (「ロロ」?, "roro").
Principessa Crepe (クレープ王女?, Kurēpu Ōjo)
Doppiata da: Kumiko Nishihara (ed. giapponese), Valentina Favazza (ed. italiana)
È una creatura simile a una tigre gialla e arancio. Capricciosa e testarda, è la sovrana del Regno di Crepe, il principato a ovest di Palmier. È innamorata di Coco, che chiama "Cocorin" (ココリン?, Kokorin), e si presenta come la sua promessa sposa, poiché un gesto compiuto inconsciamente da lui nei suoi confronti, quando erano piccoli, nel suo regno equivale a una proposta di matrimonio. Tra l'incredulità degli altri, che però capiscono che si tratta di un malinteso, Crepe minaccia di non riconoscere Coco come regnante di Palmier e rifiuta ogni tipo di cooperazione tra principati se lui non la sposa. Spera che il loro matrimonio unifichi i regni. Mostrandosi più seria e onesta, confessa a Coco i sentimenti che prova, ma scoppia in lacrime quando capisce di non essere ricambiata perché lui desidera avere accanto Nozomi, e senza rancore si fa da parte. Ha il potere di attivare il Milky Note. Viene rintracciata da Cure Mint e, una volta recuperate le forze, annuncia il rientro al suo regno. Finisce le frasi con l'intercalare "kuku" (「クク」?, "kuku").
Re Montblanc (モンブラン国王?, Monburan Kokuō)
Doppiato da: Sakiko Tamagawa (ed. giapponese), Daniele Giuliani (ed. italiana)
È una creatura simile a una tartaruga verde e nera. Il più grande d'età e acculturato tra i re, è il sovrano del Regno di Montblanc, il principato a nord di Palmier. È calmo, ama bere succo d'uva e conosce la leggenda delle due rose del Giardino delle Cure Rose. Viene rintracciato da Cure Aqua, che se ne prende cura poiché inizialmente le sue condizioni di salute non sono ottime. Finisce le frasi con l'intercalare "momo" (「モモ」?, "momo").

### Altri personaggi
Yoshimi Morita (森田 よしみ?, Morita Yoshimi)
Doppiata da: Yuri Amano (ed. giapponese), Joy Saltarelli (ed. italiana)
Compagna di classe di Urara, i suoi genitori gestiscono un ristorante specializzato in piatti a base di curry. Aiuta molto Urara nel suo lavoro, ascoltandola mentre prova la parte.

## Oggetti magici
Cure Mo (キュアモ?, Kyua Mo)
È il cellulare che le Pretty Cure utilizzano per trasformarsi e catturare i Palmin. È ottenuto dalla fusione delle cinque farfalle leggendarie del Regno di Palmier, che donavano i poteri alle Pretty Cure nella serie precedente, e il potere della Rosa Rossa proveniente dal Giardino delle Cure Rose.
Scrigno della Rosa (ローズパクト?, Rōzu Pakuto, Rose Pact)
È un piccolo contenitore bianco con una rosa incisa sul coperchio, che serve per raggiungere il Giardino delle Cure Rose. Flora lo affida alla protezione delle Pretty Cure perché Eternal se ne vuole impossessare visto che è un oggetto di valore inestimabile.
Palmin (パルミン?, Parumin)
Sono piccoli esseri magici che, quando vengono catturati tramite il Cure Mo, si rivelano oggetti di vario tipo. Tra di loro ci sono i Re dei Quattro Regni che, per nascondersi dai malvagi, hanno cambiato aspetto.
Milky Palette (ミルキィパレット?, Mirukī Paretto)
È una specie di xilofono utilizzato da Milky Rose per trasformarsi ed attaccare.
Corona del Regno di Palmier (パルミエ王国の王冠?, Parumie Ōkoku no ōkan)
Scomparsa quando la Nightmare Company attaccò il Regno di Palmier, ricompare uscendo dallo Scrigno della Rosa ridotta in pessimo stato. È un oggetto molto potente che tiene uniti il Regno di Palmier e i quattro regni limitrofi. Risvegliando la forza celata al suo interno, riassume la sua forma originaria e garantisce prima il potere dei Cure Fleur alle Pretty Cure 5 tramite Coco, poi quello del Milky Mirror a Milky Rose tramite Nuts. In seguito si sdoppia, permettendo a entrambi i principi Coco e Nuts di essere incoronati.
Cure Fleur (キュアフルーレ?, Kyua Furūre, Cure Fleuret)
È l'arma ricevuta dalle Pretty Cure, evocata dalla corona del Regno di Palmier di Coco. L'impugnatura ricorda l'elsa di una spada, ma, invece di una lama, l'elsa si trasforma in una rosa bianca e rosa. Raccolte a corona attorno alla rosa, ci sono altre cinque rose più piccole (da sinistra a destra, i colori sono verde, rosso, fucsia, giallo e blu). Le rose possono separarsi dal Cure Fleur, trasformandosi in spade, ognuna del colore della rispettiva Pretty Cure: Crystal Fleur (クリスタルフルーレ?, Kurisutaru Furūre, Crystal Fleuret) per Cure Dream, Fire Fleur (ファイヤーフルーレ?, Faiyā Furūre, Fire Fleuret) per Cure Rouge, Shining Fleur (シャイニングフルーレ?, Shainingu Furūre, Shining Fleuret) per Cure Lemonade, Protect Fleur (プロテクトフルーレ?, Purotekuto Furūre, Protect Fleuret) per Cure Mint e Tornado Fleur (トルネードフルーレ?, Torunēdo Furūre, Tornado Fleuret) per Cure Aqua.
Milky Note (ミルキィノート?, Mirukī Nōto)
È un computer portatile che permette di comunicare con il Regno di Palmier e viceversa. È stato creato da Nuts modificando un normale computer e funziona solo grazie ai poteri della Principessa Crepe. Permette, inoltre, di far evolvere la Milky Palette nel Milky Mirror.
Milky Mirror (ミルキィミラー?, Mirukī Mirā)
È l'arma ricevuta da Milky Rose, evocata dalla corona del Regno di Palmier di Nuts. Dal Milky Note esce una rosa blu, che si insedia sulla punta della Milky Palette, evolvendola nel Milky Mirror. Questo è costituito da un disco girevole sul quale sono rappresentate sette rose di sette colori diversi: rosa, giallo, rosso, viola, blu, bianco e verde.

## Trasformazioni e attacchi

### Cure Dream
- Metamorfosi (メタモルフォーゼ?, Metamorufōze, Metamorphose): è la trasformazione di Nozomi tramite il Cure Mo, e, diventata Cure Dream, si presenta al nemico[30].

- Shooting Star (シューティング・スター?, Shūtingu Sutā): è l'attacco di Cure Dream. La Pretty Cure unisce le mani e diventa una cometa rosa, scagliandosi sul nemico.

### Cure Rouge
- Metamorfosi (メタモルフォーゼ?, Metamorufōze, Metamorphose): è la trasformazione di Rin tramite il Cure Mo, e, diventata Cure Rouge, si presenta al nemico[30].

- Fire Strike (ファイヤー・ストライク?, Faiyā Sutoraiku): è l'attacco di Cure Rouge. La Pretty Cure crea una palla di fuoco, che calcia contro il nemico.

### Cure Lemonade
- Metamorfosi (メタモルフォーゼ?, Metamorufōze, Metamorphose): è la trasformazione di Urara tramite il Cure Mo, e, diventata Cure Lemonade, si presenta al nemico.

- Prism Chain (プリズム・チェーン?, Purizumu Chēn): è l'attacco di Cure Lemonade. La Pretty Cure crea due catene di farfalle gialle, che vengono poi lanciate contro il nemico, avvolgendolo.

### Cure Mint
- Metamorfosi (メタモルフォーゼ?, Metamorufōze, Metamorphose): è la trasformazione di Komachi tramite il Cure Mo, e, diventata Cure Mint, si presenta al nemico.

- Emerald Saucer (エメラルド・ソーサー?, Emerarudo Sōsā): è l'attacco di Cure Mint. La Pretty Cure crea un disco di smeraldo, che viene poi lanciato contro il nemico. L'attacco può essere sia difensivo che offensivo.

### Cure Aqua
- Metamorfosi (メタモルフォーゼ?, Metamorufōze, Metamorphose): è la trasformazione di Karen tramite il Cure Mo, e, diventata Cure Aqua, si presenta al nemico.

- Sapphire Arrow (サファイア・アロー?, Safaia Arō): è l'attacco di Cure Aqua. La Pretty Cure, creando un arco e una freccia fatti d'acqua, scaglia la freccia contro il nemico, trafiggendolo.

### Milky Rose
- Trasformazione: è la trasformazione di Kurumi tramite la Milky Palette, e, diventata Milky Rose, si presenta al nemico.

- Blizzard (ブリザード?, Burizādo): è l'attacco di Milky Rose. Le cinque rose e le cinque farfalle della Milky Palette si illuminano, il cristallo sulla punta della bacchetta risplende e appare una gigantesca rosa blu davanti a lei. Con un gesto, Milky Rose la separa in petali, che formano una bufera.

- Metal Blizzard (メタル・ブリザード?, Metaru Burizādo): è l'attacco di Milky Rose con il Milky Mirror, ricevuto nell'episodio 31 da Nuts. Una rosa blu esce dal Milky Note e si incastra sulla punta della Milky Palette, che si trasforma nel Milky Mirror. La dinamica dell'attacco è uguale a quella della Blizzard; tuttavia, la rosa creata da Milky Rose non è più blu, ma argento con striature blu scuro.

### In gruppo
- Presentazione: è la frase di presentazione di gruppo delle cinque Pretty Cure una volta conclusasi la trasformazione.

- Rainbow Rose Explosion (レインボー・ローズ・エクスプロージョン?, Reinbō Rōzu Ekusupurōjon): è l'attacco delle cinque Pretty Cure con i rispettivi Cure Fleur, ricevuti da Coco, e viene eseguito tutte insieme per la prima volta nell'episodio 24. Ogni Cure Fleur crea una rosa del proprio colore. Le cinque rose si fondono e ne creano una enorme arcobaleno, che ingloba il nemico e lo purifica.

[Dream] クリスタルフルーレ、希望の光！ (Crystal Fleuret, la luce della Speranza!)

[Rouge] ファイヤーフルーレ、情熱の光！ (Fire Fleuret, la luce della Passione!)

[Lemonade] シャイニングフルーレ、はじける光！ (Shining Fleuret, la luce Effervescente!)

[Mint] プロテクトフルーレ、安らぎの光！ (Protect Fleuret, la luce della Tranquillità!)

[Aqua] トルネードフルーレ、知性の光！ (Tornado Fleuret, la luce dell'Intelligenza!)

[Dream] ５つの光に！ (A queste cinque luci…)

[Rouge, Lemonade, Mint, Aqua] 勇気をのせて！ (…portate il coraggio!)

[Dream] Crystal Fleur, la luce della Speranza!

[Rouge] Fire Fleur, la luce della Passione!

[Lemonade] Shining Fleur, la luce Effervescente!

[Mint] Protect Fleur, la luce della Tranquillità!

[Aqua] Tornado Fleur, la luce dell'Intelligenza!

[Dream] Questo è il potere…

[Rouge, Lemonade, Mint, Aqua] …delle nostre cinque luci!

- Attacco: Cure Dream e Milky Rose combinano, rispettivamente, il potere della Rosa Rossa e della Rosa Blu nell'episodio 38. Evocati il Cure Fleur da Coco per Cure Dream e il Milky Mirror da Nuts per Milky Rose, le due si prendono per mano e formano un vortice rosa e viola che colpisce il nemico.

- Trasformazione (Super (スーパー?, Sūpā)): nell'episodio 47, grazie al potere di un seme di Cure Rose raccolto da Syrup, le Pretty Cure diventano Super Pretty Cure. Sulla schiena delle guerriere c'è un paio di ali da farfalla.
- Attacco: le Pretty Cure e Milky Rose creano ognuna nell'episodio 48 un cerchio del proprio colore che diventa un unico e grande cerchio che funge da barriera difensiva e riflettente contro il nemico.
- Floral Explosion (フローラル・エクスプロージョン?, Furōraru Ekusupurōjon): è l'attacco delle Pretty Cure insieme a Milky Rose con i Cure Fleur ricevuti da Coco e il Milky Mirror ricevuto da Nuts, e viene utilizzato nell'episodio 48. Grazie ai quattro sovrani, le Pretty Cure evocano il potere della Rosa Rossa, che si manifesta in cinque rose cremisi, mentre Milky Rose evoca il potere della Rosa Blu, che si manifesta in una rosa celeste. Le sei rose si uniscono quindi insieme per formare una grossa rosa blu e rossa, dal quale sboccia un'enorme Flora che purifica il nemico.

[Nuts] ミルキィローズに力を！ (Potere per Milky Rose!)

[Donuts, Bavarois] 赤いバラと⋯ (Alla Rosa Rossa…)

[Crepe, Montblanc] 青いバラに⋯ (e alla Rosa Blu…)

[Donuts, Bavarois, Crepe, Montblanc] 力を！ (il potere!)

[Dream] 希望の⋯ (La Rosa Rossa…)

[Rouge, Lemonade, Mint, Aqua] 赤いバラ！ (della Speranza!)

[Rose] 奇跡の青いバラ！ (La Rosa Blu dei Miracoli!)

[Nuts] L'energia di Milky Rose!

[Donuts, Bavarois] L'energia della Rosa Rossa…

[Crepe, Montblanc] e l'energia della Rosa Blu…

[Donuts, Bavarois, Crepe, Montblanc] vi danno più forza!

[Dream] La Rosa Rossa…

[Rouge, Lemonade, Mint, Aqua] della Speranza!

[Rose] La Rosa Blu dei Prodigi!

## Luoghi
Giardino delle Cure Rose (キュアローズガーデン?, Kyua Rōzu Gāden, Cure Rose Garden)
È il giardino custodito da Flora e nel quale Eternal vuole entrare per preservarne la bellezza senza tuttavia prendersene cura. Non si conosce la sua esatta posizione geografica e l'accesso non è consentito a tutti. Vi crescono moltissime rose, le Cure Rose, che simboleggiano la vita e qui è coltivato l'unico esemplare esistente in natura di rosa blu, del quale Milk riceve il seme. Una leggenda del luogo narra che se la Rosa Rossa e la Rosa Blu si incontrassero un nuovo potere potrebbe sbocciare. Poiché la linfa vitale di Flora, fondamentale per la sopravvivenza del Giardino, si sta indebolendo, tutte le rose stanno appassendo. Per poter far apparire la porta d'accesso al luogo, i quattro sovrani insieme a Coco e Nuts devono fondere i poteri delle loro corone attraverso lo Scrigno della Rosa. Flora, infine, poco prima di compiere il suo destino dissolvendosi, ne affida la custodia a Cure Dream, la quale decide di aprire le porte a tutti.
Eternal (エターナル?, Etānaru)
È l'enorme museo, base dell'omonima organizzazione nemica. Sulle pareti sono disposte delle teche di vetro contenenti gli oggetti rubati ai vari mondi. Il suo simbolo è la fenice a sei zampe con le ali spiegate.
Regno di Donuts (ドーナツ王国?, Dōnatsu Ōkoku)
È il regno di Re Donuts, il cui simbolo è la ciambella. Si trova a est di Palmier.
Regno di Bavarois (ババロア王国?, Babaroa Ōkoku)
È il regno della Regina Bavarois, il cui simbolo è la bavarese. Si trova a sud di Palmier.
Regno di Crepe (クレープ王国?, Kurēpu Ōkoku)
È il regno della Principessa Crepe, il cui simbolo è la crêpe. Si trova a ovest di Palmier.
Regno di Montblanc (モンブラン王国?, Monburan Ōkoku)
È il regno di Re Montblanc, il cui simbolo è il dolce noto come "monte bianco". Si trova a nord di Palmier.

## Episodi

### Sigle
La sigla originale di apertura è composta da Kōji Mase con il testo di Natsumi Tadano, la prima di chiusura da Yoshirō Iwakiri e la seconda di chiusura da Yasuo Kosugi con i testi di Kumiko Aoki. La sigla italiana, invece, interpretata per Rai Trade con testo di Bruno Tibaldi, segue lo stesso arrangiamento della sigla di testa giapponese, sia in apertura che in chiusura.
Sigla di apertura
- Precure 5, Full Throttle GO GO! (プリキュア５、フル·スロットルＧＯ ＧＯ！?), cantata da Mayu Kudō con Precure 5 (Yūko Sanpei, Junko Takeuchi, Mariya Ise, Ai Nagano, Ai Maeda)

Sigla di chiusura
- Te to te tsunaide Heart mo link!! (手と手つないで ハートもリンク！！?), cantata da Kanako Miyamoto con Young Fresh (coro) (ep. 1-29)
- Ganbalance de Dance ~Kibō no relay~ (ガンバランスｄｅダンス ～希望のリレー～?), cantata dalle Cure Quartet (Mayumi Gojō, Yuka Uchiyae, Mayu Kudō, Kanako Miyamoto) (ep. 30-48)

Sigla di apertura e di chiusura italiana
- Precure 5, Full Throttle, versione italiana di Precure 5, Full Throttle GO GO!, cantata da Laura Piccinelli

Esiste un'altra versione della sigla italiana con qualche differenza nel testo, cantata da Giorgia Alissandri, ma che non è stata utilizzata a causa del cambio di funzionari Rai che si sono occupati della serie.

### Distribuzione
In Giappone la serie è stata raccolta in una collezione di 16 DVD sia da Marvelous Entertainment che Pony Canyon tra il 18 giugno 2008 e il 17 giugno 2009. Ogni DVD contiene tre episodi.
Il 21 gennaio e il 18 febbraio 2015 la serie è stata raccolta in due cofanetti Blu-ray.

### Spin-off
Una serie spin-off intitolata Power of Hope: ~Pretty Cure Full Bloom~ (キボウノチカラ～オトナプリキュア’２３～?, Kibou no chikara ~Otona Purikyua '23~, Kibou no chikara: ~Otona Precure '23~), con protagoniste Nozomi e le altre divenute adulte e in cui appaiono le Pretty Cure della terza serie anch'esse adulte, è stata trasmessa dal 7 ottobre al 23 dicembre 2023 su NHK E.

## Film
| Titolo | Prima visione                | Prima visione         |
| Titolo | Giapponese (cinematografica) | Italiano (televisiva) |
| --- | ---------------------------- | --------------------- |
| Yes! Pretty Cure 5 GoGo! - Buon compleanno carissima Nozomi (映画 Ｙｅｓ！プリキュア５ ＧｏＧｏ！ お菓子の国のハッピーバースディ♪?, Eiga Yes! Purikyua 5 GoGo! Okashi no Kuni no happī bāsudi♪, Eiga Yes! Precure 5 GoGo! - Okashi no Kuni no happy birthday♪) | 8 novembre 2008              | 28 maggio 2011        |
| Eiga Pretty Cure All Stars DX - Minna tomodachi ☆ Kiseki no zenin daishūgō! (映画 プリキュアオールスターズＤＸ みんなともだちっ☆奇跡の全員大集合！?, Eiga Purikyua Ōru Sutāzu DX Minna tomodachi ☆ Kiseki no zenin daishūgō!)                                  | 20 marzo 2009                | –                     |
| Eiga Pretty Cure All Stars DX 2 - Kibō no hikari ☆ Rainbow Jewel wo mamore! (映画 プリキュアオールスターズＤＸ２ 希望の光☆レインボージュエルを守れ！?, Eiga Purikyua Ōru Sutāzu DX 2 Kibō no hikari ☆ Reinbō Jueru wo mamore!)                                 | 20 marzo 2010                | –                     |
| Eiga Pretty Cure All Stars DX 3 - Mirai ni todoke! Sekai wo tsunagu ☆ Niji-iro no hana (映画 プリキュアオールスターズＤＸ３ 未来にとどけ！世界をつなぐ☆虹色の花?, Eiga Purikyua Ōru Sutāzu DX 3 Mirai ni todoke! Sekai wo tsunagu ☆ Niji-iro no hana)          | 19 marzo 2011                | –                     |
| Eiga Pretty Cure All Stars New Stage - Mirai no tomodachi (映画 プリキュアオールスターズＮｅｗＳｔａｇｅ みらいのともだち?, Eiga Purikyua Ōru Sutāzu New Stage Mirai no tomodachi)                                                                             | 17 marzo 2012                | –                     |
| Eiga Pretty Cure All Stars New Stage 2 - Kokoro no tomodachi (映画 プリキュアオールスターズＮｅｗＳｔａｇｅ２ こころのともだち?, Eiga Purikyua Ōru Sutāzu New Stage 2 Kokoro no tomodachi)                                                                     | 16 marzo 2013                | –                     |
| Eiga Pretty Cure All Stars New Stage 3 - Eien no tomodachi (映画 プリキュアオールスターズＮｅｗＳｔａｇｅ３ 永遠のともだち?, Eiga Purikyua Ōru Sutāzu New Stage 3 Eien no tomodachi)                                                                           | 15 marzo 2014                | –                     |
| Eiga Pretty Cure All Stars - Haru no carnival♪ (映画 プリキュアオールスターズ 春のカーニバル♪?, Eiga Purikyua Ōru Sutāzu Haru no kānibaru♪) | 14 marzo 2015                | –                     |
| Eiga Pretty Cure All Stars - Minna de utau♪ Kiseki no mahō! (映画 プリキュアオールスターズ みんなで歌う♪奇跡の魔法！?, Eiga Purikyua Ōru Sutāzu Minna de utau♪ Kiseki no mahō!)                                                                                | 19 marzo 2016                | –                     |
| Eiga HUGtto! Pretty Cure ♡ Futari wa Pretty Cure - All Stars Memories (映画 ＨＵＧっと！プリキュア♡ふたりはプリキュア オールスターズメモリーズ?, Eiga HUGtto! Purikyua ♡ Futari wa Purikyua Ōru Sutāzu Memorīzu)                                               | 27 ottobre 2018              | –                     |
| Eiga Healin' Good ♥ Pretty Cure - Yume no machi de kyun! tto GoGo! Daihenshin!! (映画 ヒーリングっど♥プリキュア ゆめのまちでキュン！っとＧｏＧｏ！大変身！！?, Eiga Hīringuddo ♥ Purikyua Yume no machi de kyun! tto GoGo! Daihenshin!!)                       | 20 marzo 2021                | –                     |
| Eiga Pretty Cure All Stars F (映画 プリキュアオールスターズＦ?, Eiga Purikyua Ōru Sutāzu F) | 15 settembre 2023            | –                     |

## Manga
Il manga di Yes! Pretty Cure 5 GoGo!, disegnato da Futago Kamikita, è stato serializzato sulla rivista Nakayoshi di Kōdansha da marzo 2008 a febbraio 2009. I dodici capitoli adattano in formato cartaceo l'anime, pur con qualche differenza, e sono stati pubblicati a coppie su diversi libri dedicati ai film di Pretty Cure. Su Nakayoshi Lovely sono state inoltre pubblicate tre storie extra nei numeri di primavera, inizio estate ed estate 2008. La serie è stata raccolta in un tankōbon il 6 febbraio 2015. La serie presenta numerose differenze con l'anime perché i capitoli sono intesi più come appendice della serie animata che come riduzione cartacea della stessa. Al di là dei primi quattro capitoli, che narrano pressoché nello stesso modo gli eventi principali al fine d'introdurre la trama generale, il resto del manga si concentra sulla vita quotidiana delle protagoniste e sul rapporto tra Nozomi e Kokoda con l'ingresso di Kurumi: la lotta contro Eternal viene richiamata saltuariamente.
| Nº                          | Titolo italiano Giapponese 「Kanji」 - Rōmaji - Traduzione letterale | Data di prima pubblicazione            | Data di prima pubblicazione |
| Nº                          | Titolo italiano Giapponese 「Kanji」 - Rōmaji - Traduzione letterale | Giapponese                             |                             |
| Mook (9 volumi)             | |                                        |                             |
| 1                           | Fresh Precure! & Precure All Stars: Marugoto book! 「フレッシュプリキュア！＆プリキュアオールスターズ まるごとブック！」 - Furesshu Purikyua! & Purikyua Ōru Sutāzu Marugoto bukku! – "Fresh Pretty Cure! & Pretty Cure All Stars: Il racconto!"                                               | 26 gennaio 2009 ISBN 978-4-06-379330-7 |                             |
| 1                           | Capitoli numero 1 |                                        |                             |
| 2                           | Fresh Precure! & Precure All Stars: Marugoto book! EXTRA 「フレッシュプリキュア！＆プリキュアオールスターズ まるごとブック！ ＥＸＴＲＡ」 - Furesshu Purikyua! & Purikyua Ōru Sutāzu Marugoto bukku! EXTRA – "Fresh Pretty Cure! & Pretty Cure All Stars: Il racconto! EXTRA"                  | 6 agosto 2009 ISBN 978-4-06-379364-2   |                             |
| 2                           | Capitoli numero 2 |                                        |                             |
| 3                           | HeartCatch Precure! & Precure All Stars: Marugoto book! 「ハートキャッチプリキュア！＆プリキュアオールスターズ まるごとブック！」 - Hātokyatchi Purikyua! & Purikyua Ōru Sutāzu Marugoto bukku! – "HeartCatch Pretty Cure! & Pretty Cure All Stars: Il racconto!"                              | 5 febbraio 2010 ISBN 978-4-06-379418-2 |                             |
| 3                           | Capitoli numero 3 |                                        |                             |
| 4                           | HeartCatch Precure! & Precure All Stars: Marugoto book! EXTRA 「ハートキャッチプリキュア！＆プリキュアオールスターズ まるごとブック！ ＥＸＴＲＡ」 - Hātokyatchi Purikyua! & Purikyua Ōru Sutāzu Marugoto bukku! EXTRA – "HeartCatch Pretty Cure! & Pretty Cure All Stars: Il racconto! EXTRA" | 22 luglio 2010 ISBN 978-4-06-379476-2  |                             |
| 4                           | Capitoli numero 4 |                                        |                             |
| 5                           | Suite Precure♪ & Precure All Stars: Marugoto book! 「スイートプリキュア♪＆プリキュアオールスターズ まるごとブック！」 - Suīto Purikyua♪ & Purikyua Ōru Sutāzu Marugoto bukku! – "Suite Pretty Cure♪ & Pretty Cure All Stars: Il racconto!"                                                     | 7 febbraio 2011 ISBN 978-4-06-389533-9 |                             |
| 5                           | Capitoli numero 5 |                                        |                             |
| 6                           | Suite Precure♪ & Precure All Stars: Marugoto book! EXTRA 「スイートプリキュア♪＆プリキュアオールスターズ まるごとブック！ ＥＸＴＲＡ」 - Suīto Purikyua♪ & Purikyua Ōru Sutāzu Marugoto bukku! EXTRA – "Suite Pretty Cure♪ & Pretty Cure All Stars: Il racconto! EXTRA"                        | 29 luglio 2011 ISBN 978-4-06-389578-0  |                             |
| 6                           | Capitoli numeri 6-7 |                                        |                             |
| 7                           | Smile Precure! & Precure All Stars: Marugoto book! 「スマイルプリキュア！＆プリキュアオールスターズ まるごとブック！」 - Sumairu Purikyua! & Purikyua Ōru Sutāzu Marugoto bukku! – "Smile Pretty Cure! & Pretty Cure All Stars: Il racconto!"                                                  | 6 febbraio 2012 ISBN 978-4-06-389641-1 |                             |
| 7                           | Capitoli numeri 8-9 |                                        |                             |
| 8                           | Smile Precure!: Marugoto Decor Get da yo! 「スマイルプリキュア！ まるごとデコル ゲットだよ！」 - Sumairu Purikyua! Marugoto Dekoru Getto da yo! – "Smile Pretty Cure!: Insieme al Decor, prendilo!"                                                                                            | 8 agosto 2012 ISBN 978-4-06-389691-6   |                             |
| 8                           | Capitoli numeri 10-11 |                                        |                             |
| 9                           | Dokidoki! Precure & Precure All Stars: Marugoto book! 「ドキドキ！プリキュア＆プリキュアオールスターズ まるごとブック！」 - Dokidoki! Purikyua & Purikyua Ōru Sutāzu Marugoto bukku! – "Dokidoki! Pretty Cure & Pretty Cure All Stars: Il racconto!"                                           | 1º marzo 2013 ISBN 978-4-06-389740-1   |                             |
| 9                           | Capitoli numero 12 |                                        |                             |
| Edizione Wide KC (1 volume) | |                                        |                             |
| Unico                       | Yes! Precure 5 GoGo! 「Ｙｅｓ！プリキュア５ ＧｏＧｏ！」 - Yes! Purikyua 5 GoGo! | 6 febbraio 2015 ISBN 978-4-06-337819-1 |                             |

### Altre pubblicazioni
Il 9 marzo 2012, in Giappone è uscito Precure Syndrome! «Precure 5» no tamashī wo unda 25-nin (プリキュア シンドローム！〈プリキュア５〉の魂を生んだ２５人? lett. "Pretty Cure Syndrome! Le 25 persone che hanno dato vita a «Pretty Cure 5»"), con interviste e storyboard che raccontato la nascita di Yes! Pretty Cure 5 e Yes! Pretty Cure 5 GoGo!. Il libro consta di circa 600 pagine, suddivise in otto capitoli, che presentano rispettivamente le interviste ai produttori, ai toy designer, allo staff degli episodi, alle doppiatrici, alle cantanti, la storia dei film del ciclo DX, l'intervista a Futago Kamikita e il backstage della produzione.

## CD e videogiochi
Durante il corso della serie sono stati pubblicati diversi CD e raccolte, sia di brani musicali che di colonna sonora, da Marvelous Entertainment. I videogiochi, invece, sono stati distribuiti da Bandai.
| Nº | Titolo CD | Numero tracce | Data uscita       |
| -- | --- | ------------- | ----------------- |
| 1  | Precure 5, Full Throttle GO GO! / Te to te tsunaide Heart mo link!! (プリキュア５、フル·スロットルＧＯ ＧＯ！／手と手つないで ハートもリンク！！?)                                              | 4             | 6 febbraio 2008   |
| 2  | Yes! Precure 5 GoGo! - WEB radio CLUB Coco & Nuts: Vol. 1 (Ｙｅｓ！プリキュア５ ＧｏＧｏ！ ＷＥＢラジオ ＣＬＵＢ ココ＆ナッツ Ｖｏｌ．１?)                                                      | 9             | 9 maggio 2008     |
| 3  | Twintail no mahō (ツインテールの魔法?) | 4             | 4 giugno 2008     |
| 4  | Yes! Precure 5 GoGo! - WEB radio CLUB Coco & Nuts: Vol. 2 (Ｙｅｓ！プリキュア５ ＧｏＧｏ！ ＷＥＢラジオ ＣＬＵＢ ココ＆ナッツ Ｖｏｌ．２?)                                                      | 9             | 2 luglio 2008     |
| 5  | Yes! Precure 5 GoGo! - Vocal Album 1: My dear friend ~Precure kara no shōtaijō~ (Ｙｅｓ！プリキュア５ ＧｏＧｏ！ ボーカルアルバム１ Ｍｙ ｄｅａｒ ｆｒｉｅｎｄ ～プリキュアからの招待状～?)     | 11            | 6 agosto 2008     |
| 6  | Precure 5th ANNIVERSARY: Precure Vocal BOX 1 ~Hikari no shō~ (プリキュア ５ｔｈ ＡＮＮＩＶＥＲＳＡＲＹ プリキュアボーカルＢＯＸ１ ～光の章～?)                                                  | 63            | 6 agosto 2008     |
| 7  | Yes! Precure 5 GoGo! - Original Soundtrack 1: Precure Sound Shooting Star!! (Ｙｅｓ！プリキュア５ ＧｏＧｏ！ オリジナル・サウンドトラック１ プリキュア・サウンド・シューティングスター！！?)    | 29            | 3 settembre 2008  |
| 8  | Yes! Precure 5 GoGo! - WEB radio CLUB Coco & Nuts: Vol. 3 (Ｙｅｓ！プリキュア５ ＧｏＧｏ！ ＷＥＢラジオ ＣＬＵＢ ココ＆ナッツ Ｖｏｌ．３?)                                                      | 15            | 3 settembre 2008  |
| 9  | Ganbalance de Dance ~Kibō no relay~ / Precure Mode ni SWITCH ON! (ガンバランスｄｅダンス ～希望のリレー～／プリキュアモードにＳＷＩＴＣＨ ＯＮ！?)                                              | 4             | 10 settembre 2008 |
| 10 | Yes! Precure 5 GoGo! - WEB radio CLUB Coco & Nuts: Vol. 4 (Ｙｅｓ！プリキュア５ ＧｏＧｏ！ ＷＥＢラジオ ＣＬＵＢ ココ＆ナッツ Ｖｏｌ．４?)                                                      | 10            | 6 novembre 2008   |
| 11 | Yes! Precure 5 GoGo! - Vocal Album 2: SWITCH ON! ~Soshite, sekai wa hirogatte iku~ (Ｙｅｓ！プリキュア５ ＧｏＧｏ！ ボーカルアルバム２ ＳＷＩＴＣＨ ＯＮ！ ～そして、世界は拡がっていく～?)     | 11            | 3 dicembre 2008   |
| 12 | Precure 5th ANNIVERSARY: Precure Vocal BOX 2 ~Kibō no shō~ (プリキュア ５ｔｈ ＡＮＮＩＶＥＲＳＡＲＹ プリキュアボーカルＢＯＸ２ ～希望の章～?)                                                  | 62            | 3 dicembre 2008   |
| 13 | Yes! Precure 5 GoGo! - Original Soundtrack 2: Precure Sound Fleuret!! (Ｙｅｓ！プリキュア５ ＧｏＧｏ！ オリジナル・サウンドトラック２ プリキュア・サウンド・フルーレ！！?)                      | 25            | 28 gennaio 2009   |
| 14 | Yes! Precure 5 GoGo! - WEB radio CLUB Coco & Nuts: Vol. 5 (Ｙｅｓ！プリキュア５ ＧｏＧｏ！ ＷＥＢラジオ ＣＬＵＢ ココ＆ナッツ Ｖｏｌ．５?)                                                      | 14            | 28 gennaio 2009   |
| 15 | Yes! Precure 5 & Yes! Precure 5 GoGo! - Coco & Nuts Vocal Best: "Bokura ga ita koto" (Ｙｅｓ！プリキュア５ ＆ Ｙｅｓ！プリキュア５ ＧｏＧｏ！ ココ＆ナッツ ボーカルベスト「ぼくらがいたこと」?) | 12            | 25 febbraio 2009  |
| 16 | Yes! Precure 5 GoGo! - Vocal Best!! (Ｙｅｓ！プリキュア５ ＧｏＧｏ！ ボーカルベスト！！?) | 16            | 3 aprile 2009     |
| 17 | Yes! Precure 5 GoGo! - Memorial Vocal Selection (Ｙｅｓ！プリキュア５ ＧｏＧｏ！ メモリアルボーカルセレクション?)                                                                               | 16            | 20 luglio 2011    |
| 18 | Precure Vocal Best BOX (プリキュア ボーカルベストＢＯＸ?) | 240           | 4 settembre 2013  |
| 19 | Precure Colorful Collection: Lovely♥Pink (プリキュアカラフルコレクション ラブリー♥ピンク?) | 33            | 17 dicembre 2014  |
| 20 | Precure Colorful Collection: Kirakira☆Citrus (プリキュアカラフルコレクション キラキラ☆シトラス?)                                                                                                | 27            | 17 dicembre 2014  |
| 21 | Precure Colorful Collection: Twinkle♦Blue (プリキュアカラフルコレクション トゥインクル♦ブルー?)                                                                                                 | 29            | 17 dicembre 2014  |
| 22 | Precure Colorful Collection: Happy♪Red&White (プリキュアカラフルコレクション ハッピー♪レッド＆ホワイト?)                                                                                        | 31            | 17 dicembre 2014  |
| 23 | Precure Opening Theme Collection 2004~2016 (プリキュア オープニングテーマコレクション２００４～２０１６?)                                                                                       | 15            | 3 agosto 2016     |
| 24 | Precure Ending Theme Collection 2004~2016 (プリキュア エンディングテーマコレクション２００４～２０１６?)                                                                                        | 25            | 25 gennaio 2017   |
| 25 | Yes! Precure 5 & Yes! Precure 5 GoGo! - Memorial Album (Ｙｅｓ！プリキュア５ ＆ Ｙｅｓ！プリキュア５ ＧｏＧｏ！ メモリアルアルバム?)                                                            | 60            | 7 aprile 2021     |

| Nº | Titolo videogioco | Piattaforma | Data uscita     |
| -- | --- | ----------- | --------------- |
| 1  | Yes! Precure 5 GoGo!: Love love☆Hiragana lesson (Ｙｅｓ！プリキュア５ ＧｏＧｏ！ Ｌｏｖｅｌｏｖｅ☆ひらがなレッスン?)         | Sega Beena  | 24 aprile 2008  |
| 2  | Yes! Precure 5 GoGo!: Zenin shū Go! Dream Festival (Ｙｅｓ！プリキュア５ ＧｏＧｏ！ 全員しゅーＧｏ！ドリームフェスティバル?) | Nintendo DS | 30 ottobre 2008 |

## Trasmissioni e adattamenti nel mondo
Yes! Pretty Cure 5 GoGo! è stato trasmesso, oltre che in Giappone e in Italia, anche in diversi Paesi in tutto il mondo.
| Stato         | Rete televisiva / piattaforma streaming | Data 1ª TV/streaming                 |
| ------------- | --------------------------------------- | ------------------------------------ |
| Albania       | Bang Bang                               | 2016                                 |
| Corea del Sud | SBS, Champ TV, Anione TV                | 19 luglio – 12 ottobre 2010          |
| Hong Kong     | TVB                                     | 6 novembre 2010 – 1º maggio 2011     |
| Taiwan        | YOYO TV                                 | 11 aprile 2010 – 19 marzo 2011       |
| Thailandia    | Modern Nine TV, Cartoon Club Channel    | 1º settembre 2013 – 16 febbraio 2014 |

In Corea del Sud le sigle sono cantate in coreano e restano invariate le formule di trasformazione e gli attacchi, ma viene eliminato ogni riferimento al Giappone e cambiano tutti i nomi dei personaggi: Nozomi è Lee So-mang (이소망?), Rin è Na Hye-rin (나혜린?), Urara è Kim Cho-won (김초원?), Komachi è Park Ha-neul (박하늘?), Karen è Choi Ga-yeong (최가영?), mentre Kurumi è Woo Yu-mi (우유미?).
L'adattamento adottato a Taiwan, in cinese, rende la parola Cure con il carattere 天使S (Tiānshǐ), che significa "Angelo", nei nomi delle protagoniste, e con i caratteri 光之美少女５ ＧＯＧＯ！S (Guāng zhīměi shàonǚ 5 GOGO!, lett. "Ragazze della Luce 5 GOGO!") il titolo della serie. Gli episodi, oltre ad essere doppiati, sono anche sottotitolati; le trasformazioni e gli attacchi sono tradotti, mentre come sigla iniziale viene riutilizzata quella della serie precedente, ma traduce la seconda sigla finale. A Hong Kong, i nomi presentano gli stessi ideogrammi degli originali, ma cambia la pronuncia, e trasformazioni e attacchi sono tradotti; la sigla di testa Go Go! Měi shàonǚ (Ｇｏ Ｇｏ！ 美少女S, lett. "Go Go! Ragazze") è cantata in cantonese da Chin Waiman.
In Thailandia, l'adattamento conserva i nomi originali, anche i suffissi onorifici giapponesi come -chan e -san. Il doppiaggio non mantiene il labiale dei personaggi, sovrapponendo a volte le voci. Un episodio dura all'incirca 40-43 minuti, per via degli intermezzi pubblicitari.